# Мугудайский наслег
Мугудайский наслег — сельское поселение в Чурапчинском улусе Якутии Российской Федерации.
Административный центр — село Маралайы.

## История
Статус и границы сельского поселения установлены Законом Республики Саха (Якутия) от 30 ноября 2004 года N 173-З N 353-III «Об установлении границ и о наделении статусом городского и сельского поселений муниципальных образований Республики Саха (Якутия)»

## Население
| 2002 | 2010 | 2011 | 2012 | 2013 | 2014 | 2015 |
| ---- | ---- | ---- | ---- | ---- | ---- | ---- |
| 778  | ↗837 | ↘836 | ↘828 | ↘804 | ↘798 | ↘793 |
| 2016 | 2017 | 2018 | 2019 | 2020 | 2021 |      |
| ↗797 | ↗808 | ↗813 | ↗817 | ↘811 | ↘807 |      |

## Состав сельского поселения
| № | Населённый пункт | Тип населённого пункта       | Население |
| - | ---------------- | ---------------------------- | --------- |
| 1 | Маралайы         | село, административный центр | ↘807      |